# アルレット・ド・ファレーズ

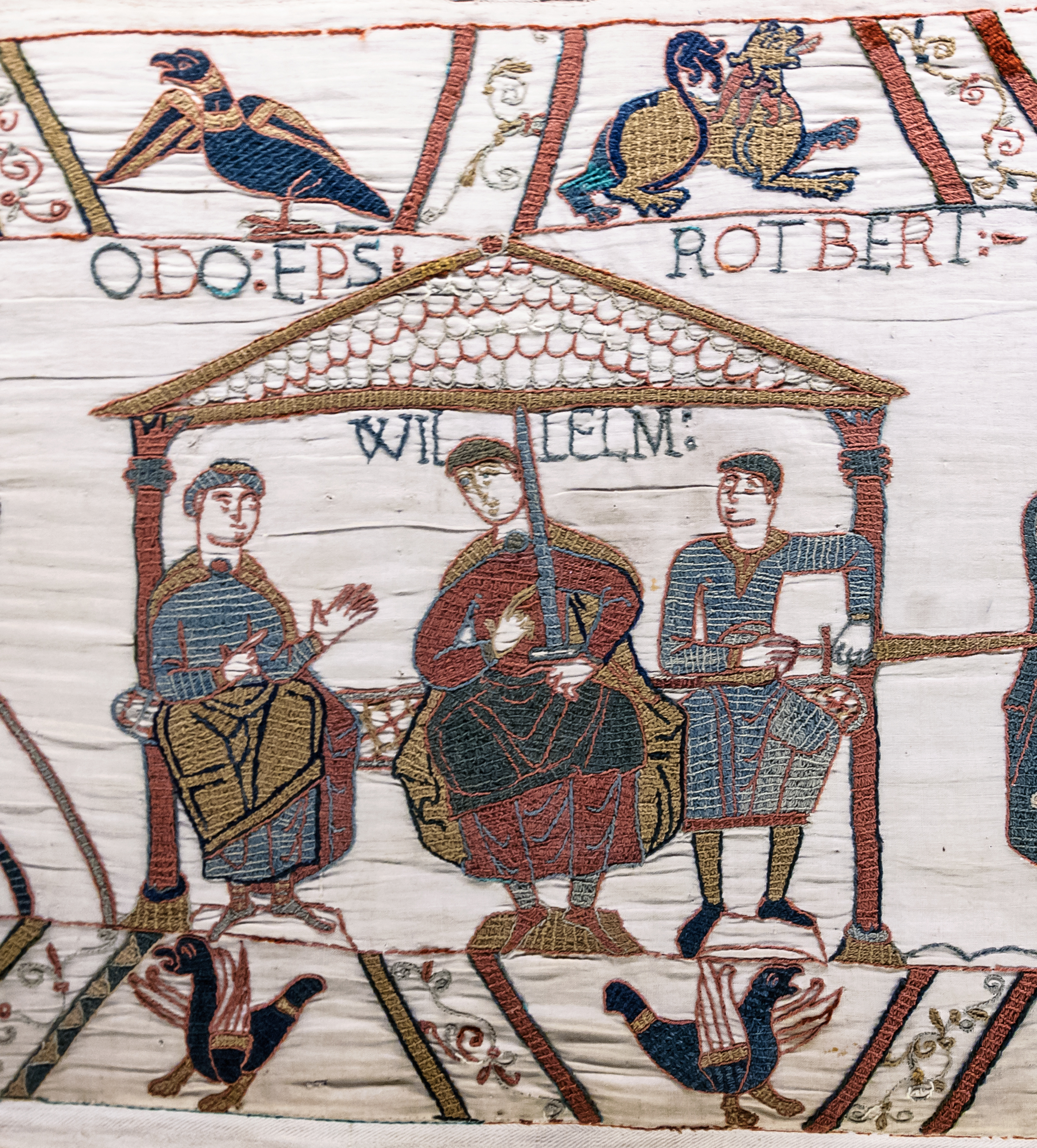
バイユーのタペストリーに描かれたアルレットの息子たち。中央がウィリアム征服王、左がバイユー司教オド、右がモルタン伯ロベール

アルレット・ド・ファレーズ （Arlette de Falaise、1003年頃 - 1050年頃）は、ノルマンディー公ロベール1世の愛人。Herleva、Herleve、Arletta、Arlotte,、Harletteとも呼ばれた。ロベール1世との間にウィリアム征服王を産んだ。バイユー司教オド（en）、モルタン伯ロベールの2人をエルリュアン・ド・コントヴィル（en）との間に産んだ。オド、ロベール、エルリュアンはウィリアム征服王治世において顕著な役割を果たした。

## 生涯
アルレットの生い立ちとギヨーム（ウィリアムのフランス語名）の誕生は謎に包まれている。一世代後、または二世代後に根拠となるものが書かれているし、完全に一致はしないが、トゥールの年代記家のみならずノルマンの年代記家たちは全て、ギヨームの両親が彼の誕生後に結婚したと主張している.。最も一般的に受け入れられている説は、アルレットが、ノルマンディー公国のファレーズ出身の皮なめし職人フュルベールの娘だったというものである。filia pelletarii burgensisの意味はやや不確実である。フュルベールは毛皮職人、死体防腐処理者、薬剤師であったのかもしれない。または埋葬のため遺体を並べる人物であったのかもしれない。
一部の者は、フュルベールが皮なめし職人でなく、中産階級に属していたのではないかと主張している。この説は、未成年のウィリアムの立会証人して後に公文書に記された、アルレットの兄弟の出現によって支持されている。また、フランドル伯は自身の娘の保護者として適任だとしてアルレットを受け入れている。アルレットの父が身分の低い皮なめし職人であった場合や、農民よりやや階級が上であったとした場合、立会証人も王侯の子女の保護者となることもほぼ不可能なことになる。
12世紀イングランドの年代史家オデリック・ヴィタリス（en）は、アルレットの父がノルマンディー公の侍従（cubicularii ducis）であったとしている。

### ロベール1世との出会い

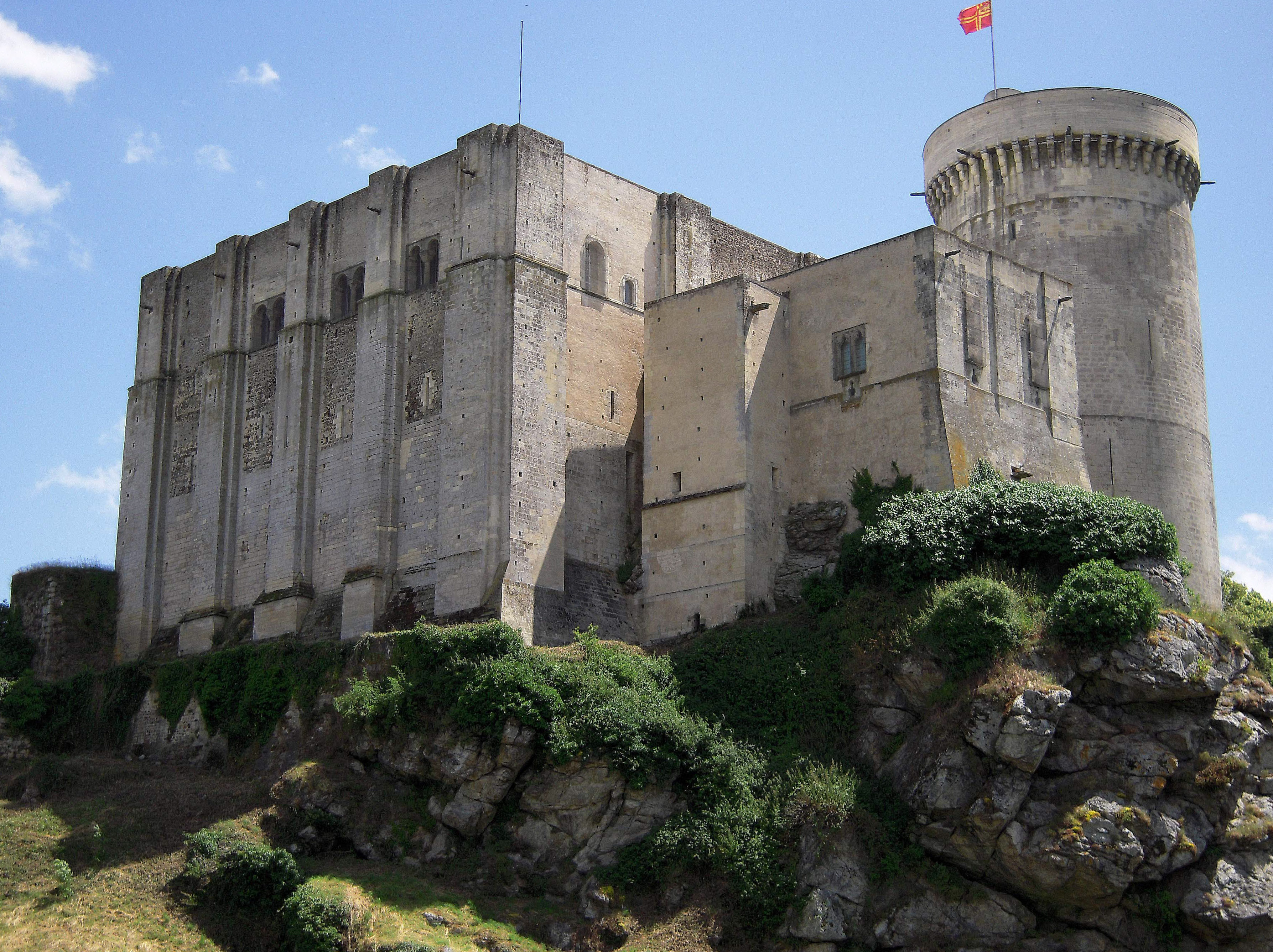
ファレーズ城

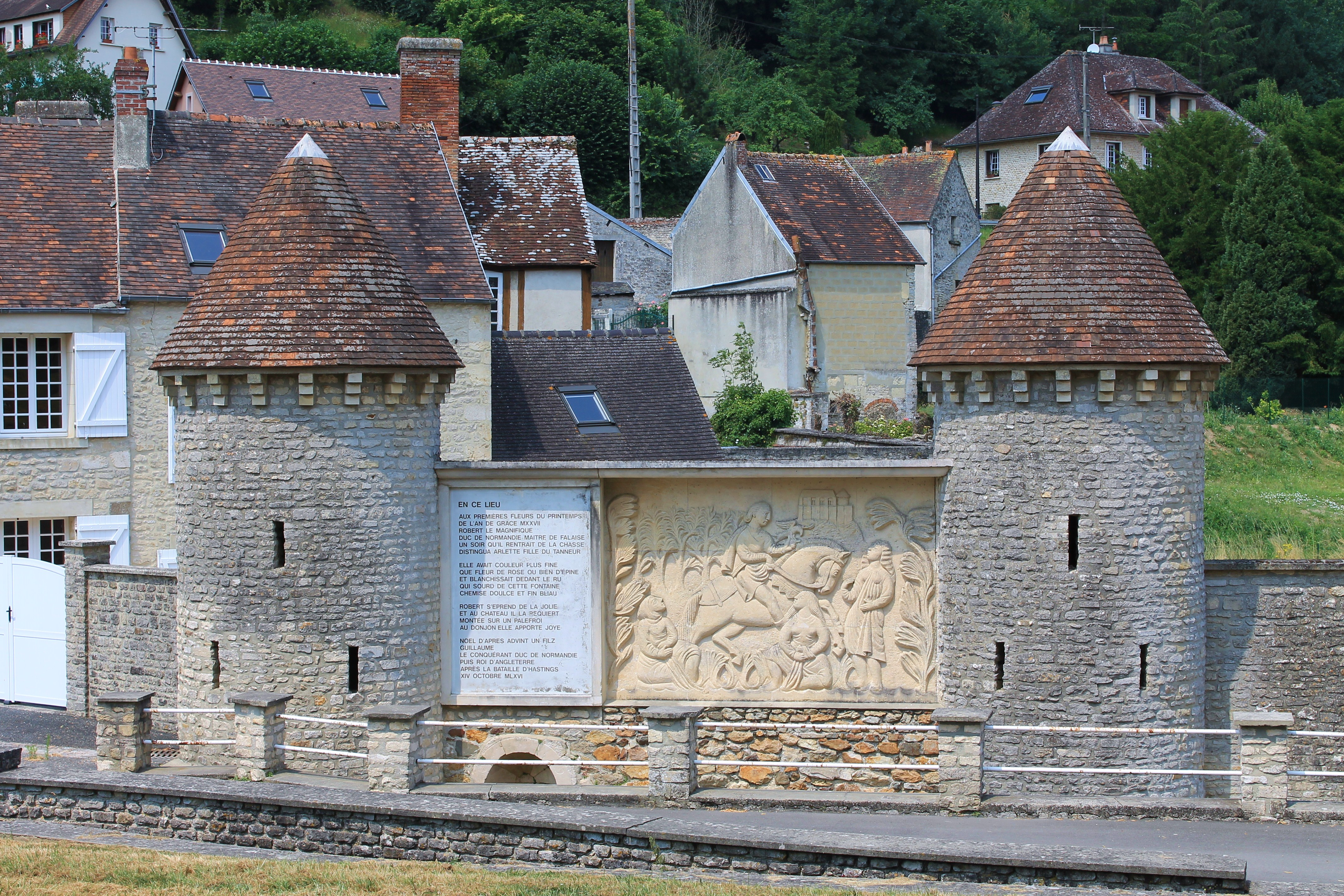
ファレーズに残る、アルレットの泉

今もファレーズのツアーガイドが伝える伝説によれば、若きノルマンディー公ロベールが城の塔の屋根からアルレットを見つけたのが全ての始まりだった。屋根の上の通路は、庭の石の下に割り込んだ、いまだ染まった溝を見下ろしている。これらは今日まで、塔の上の塁壁から見ることができる。皮や衣類を染色する伝統的な方法は、溝の中に液体染料を流し込み、そこに浸した衣類を裸足で踏むことだった。伝説では、アルレットは塁壁の上の公を見つけ、公の目を引くためにおそらく必要以上にスカートのすそを引き上げた。彼女に夢中になった公は彼女を城の裏口から連れ込むよう命じた（公の目を引いた女性はこのようにして城内に連れ込まれていた）。アルレットは拒絶して、「自分はただの平民としてではなく、正門から馬の背に乗って公の城にただ一人入場するのだ。」と言った。欲望に駆られた公は同意した。数日後、彼女は父親が用意できる最高の服を身にまとい、白馬に乗り、頭を高く上げ、正門を誇らしげに通過した。
1027年か1028年に、アルレットはロベール1世との間の子、ギヨームを産んだ。

### エルリュアン・ド・コントヴィルとの結婚
1031年、アルレットはエルリュアン・ド・コントヴィルと結婚した。
別の説では、アルレットがロベールの死後もエルリュアンと結婚しなかったことを示唆している。なぜならロベールが他の女性との関係を始めた記録がないのに対し、エルリュアンがグレスタン修道院を創建した時点でフレドサンディスという別の女性と結婚しているからである。
アルレットはエルリュアンとの間に以下の2男と少なくとも2女をもうけた。息子たちはどちらもウィリアム征服王の治世下で重要な役割を果たした。
- オド（? - 1097年） - バイユー司教
- ロベール（1031年頃 - 1095年頃） - モルタン伯
- エマ - アヴランシュ子爵リチャード・ル・ゴズと結婚
- 名前不詳の娘 - フェルテ＝マセ領主ギヨームと結婚

### 死
ノルマン人修道士トリニのロベール（en）によれば、エルリュアンとモルタン伯ロベールが1050年代に創建したグレスタン修道院にアルレットは埋葬された。このことにより、彼女が死去したとき40代であったと推測される。しかし、デイヴィッド・C・ダグラスはアルレットがグレスタン修道院創建以前に死去していると推測する。なぜならば、修道院の後援者のリストにアルレットの名が記されていないからであり、一方でエルリュアンの2度目の妻フレドサンディスの名は記されているのである。